# Xylencyrtus mumifex
Xylencyrtus mumifex är en stekelart som beskrevs av Annecke 1968. Xylencyrtus mumifex ingår i släktet Xylencyrtus och familjen sköldlussteklar. Inga underarter finns listade i Catalogue of Life.